# Saotis renovata
Saotis renovata är en stekelart som först beskrevs av Morley 1911.  Saotis renovata ingår i släktet Saotis och familjen brokparasitsteklar. Inga underarter finns listade i Catalogue of Life.